# 나이토 마사미쓰 (1741년)

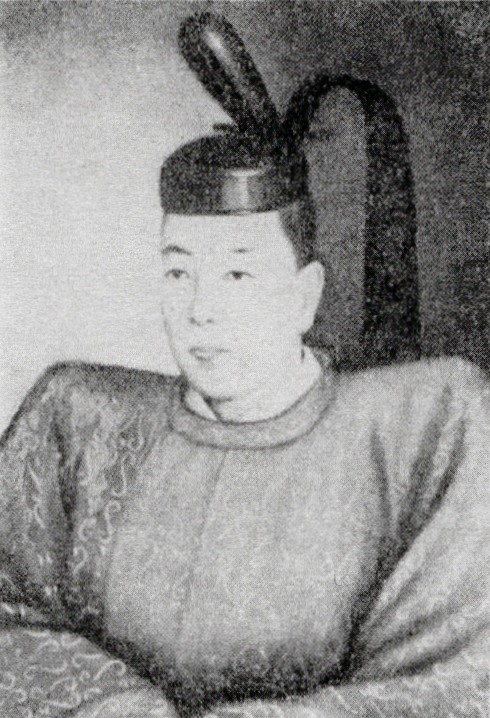
나이토 마사미쓰

나이토 마사미쓰(일본어: 内藤政苗, 1741년 7월 1일 ~ 1802년 4월 2일)는 고즈케 안나카번 제3대 번주, 미카와 고로모번 초대 번주이다. 고로모번 나이토가 제5대 당주.
| 전임 나이토 마사사토 | 제3대 안나카번 번주 (나이토가) 1746년 ~ 1749년 | 후임 이타쿠라 가쓰키요 |

| 전임 혼다 다다나카 | 제1대 고로모번 번주 (나이토가) 1749년 ~ 1766년 | 후임 나이토 사토후미 |